# 天然温泉 花咲の湯
天然温泉 花咲の湯（てんねんおんせん はなさきのゆ）は、埼玉県上尾市大字原市にある温泉施設。

## 沿革
1992年3月、「園芸センター 花咲村」としてオープン。
長らく園芸センターとして営業していたが、建物の老朽化や2008年2月に掘削・湧き出た天然温泉をきっかけに改装工事を開始。「蓮」をモチーフにベトナムのフランス統治時代に用いられたフレンチコロニアルという建築様式を取り入れ、アジアの落ち着いた雰囲気を醸し出した温浴施設を建設した。工事中は、原市駅前に場所を移転し、仮店舗として営業していた(現在はインド料理店 ナマステキッチン)。
2009年2月に「HANASAKI SPA」としてオープン。温浴施設としては珍しく、ベトナムのフレンチコロニアルの建築様式を取り入れたアジアンスーパー銭湯で天然温泉はもちろん、高濃度炭酸泉やロウリュサービス、時間無制限の岩盤浴など、家族や友人同士・カップルで1日ゆっくりと過ごすことが出来る。
2017年5月8日より休憩所増築を主としたリニューアル工事され、同年7月28日全館リニューアルオープン。雑誌ぴあ「日帰り温泉＆スーパー銭湯2015」の首都圏人気温泉ランキングにて第3位を獲得した。

## 施設

### 館内
- 1階
- テラス
  - 寝ころび座敷
  - 自販機コーナー
  - 岩盤浴（彩の部屋、憩の部屋、華の部屋、烈の部屋）
  - リラクゼーションサロン「Rakura」
  - レストラン「LOTUS CAFE」
  - 岩盤房専用ロビー

- 2階
  - パウダールーム
  - 脱衣室
  - 大浴場
  - 露天風呂

### 併設店舗
- カットサロン ドゥアイ
- ラフィネ デンタルクリニック
- ココネイル
- フィットネス B-line!

### 風呂
- 露天
  - 源泉かけ流し
  - 天然温泉
  - つぼ湯
  - 高濃度炭酸泉
  - 寝ころび湯
- 内湯
  - 替わり湯
  - ぬる湯
  - 電気風呂
  - アトラクション風呂
  - 冷水風呂
- サウナ
  - ロウリュサウナ

## 周辺
- 吉野原駅
- むさしのグランドホテル
- らあめん花月 嵐
- ファミリーマート上尾原市西店
- 原市駅
- 上尾市立原市小学校
- 上尾市立原市中学校
- 原市駅前公園

## 交通
- ニューシャトル 原市駅
- 上尾市内循環バス ぐるっとくん
- 朝日バス 「東大宮駅 - 上尾駅東口」